# Rhopalopsole
Rhopalopsole är ett släkte av bäcksländor. Rhopalopsole ingår i familjen smalbäcksländor.

## Dottertaxa tillRhopalopsole, i alfabetisk ordning[1]
- Rhopalopsole aculeata
- Rhopalopsole alobata
- Rhopalopsole amamiensis
- Rhopalopsole apicispina
- Rhopalopsole baishanzuensis
- Rhopalopsole bakeri
- Rhopalopsole basinigra
- Rhopalopsole bicornuta
- Rhopalopsole bispina
- Rhopalopsole dentata
- Rhopalopsole elongata
- Rhopalopsole femina
- Rhopalopsole fengyangshanensis
- Rhopalopsole flata
- Rhopalopsole furcata
- Rhopalopsole furcospina
- Rhopalopsole gladifera
- Rhopalopsole gutianensis
- Rhopalopsole hamata
- Rhopalopsole japonica
- Rhopalopsole longicerca
- Rhopalopsole longispina
- Rhopalopsole magnicerca
- Rhopalopsole mahunkai
- Rhopalopsole malayana
- Rhopalopsole mataikan
- Rhopalopsole palawana
- Rhopalopsole recurvispina
- Rhopalopsole shaanxiensis
- Rhopalopsole shimentaiensis
- Rhopalopsole sinensis
- Rhopalopsole smithae
- Rhopalopsole spiniplatta
- Rhopalopsole subnigra
- Rhopalopsole xui
- Rhopalopsole zhejiangensis